# Гарбор-Айл (Нью-Йорк)
Гарбор-Айл (англ. Harbor Isle) — переписна місцевість (CDP) в США, в окрузі Нассау штату Нью-Йорк. Населення — 1436 осіб (2020).

## Географія
Гарбор-Айл розташований за координатами 40°36′9″ пн. ш. 73°39′53″ зх. д. / 40.60250° пн. ш. 73.66472° зх. д. (40.602508, -73.664720).  За даними Бюро перепису населення США в 2010 році переписна місцевість мала площу 0,59 км², з яких 0,45 км² — суходіл та 0,14 км² — водойми.

## Демографія
Згідно з переписом 2010 року, у переписній місцевості мешкала 1301 особа в 470 домогосподарствах у складі 378 родин. Густота населення становила 2198 осіб/км².  Було 495 помешкань (836/км²).
Расовий склад населення:
| - 94,8 % — білих - 1,8 % — азіатів - 0,8 % — чорних або афроамериканців - 1,0 % — осіб інших рас |

До двох чи більше рас належало 1,7 %. Частка іспаномовних становила 5,9 % від усіх жителів.
За віковим діапазоном населення розподілялося таким чином: 20,5 % — особи молодші 18 років, 60,7 % — особи у віці 18—64 років, 18,8 % — особи у віці 65 років та старші. Медіана віку мешканця становила 47,0 року. На 100 осіб жіночої статі у переписній місцевості припадало 96,5 чоловіків;  на 100 жінок у віці від 18 років та старших — 94,7 чоловіків також старших 18 років.
Середній дохід на одне домашнє господарство  становив 125 964 долари США (медіана — 91 389), а середній дохід на одну сім'ю — 134 284 долари (медіана — 99 792). За межею бідності перебувало 1,6 % осіб, у тому числі 0,0 % дітей у віці до 18 років та 2,8 % осіб у віці 65 років та старших.
Цивільне працевлаштоване населення становило 769 осіб. Основні галузі зайнятості: мистецтво, розваги та відпочинок — 19,6 %, освіта, охорона здоров'я та соціальна допомога — 17,7 %, науковці, спеціалісти, менеджери — 14,0 %, фінанси, страхування та нерухомість — 14,0 %.